# David Ware
David Ware   (Plainfield, 7 de novembre de 1949 - New Brunswick, 18 d'octubre de 2012) va ser un saxofonista de jazz contemporani i free jazz.
El 2001, el crític Gary Giddins a el quartet de Ware "La millor banda de jazz actual".

## Biografia
Ware va néixer a Plainfield, Nova Jersey, i va créixer a Scotch Plains, Nova Jersey. Mentre estudiava a l'escola secundària, va assistir a un campament musical a la Universitat de Connecticut, impartit per Ron Carter, Charlie Mariano i Alan Dawson i va tocar a les bandes completament blanques de la seva escola, així com a la banda de Nova Jersey All-State. Es va graduar de l'escola secundària "Scotch Plains-Fanwood" i va assistir breument al "Berklee College of Music" el 1967–68.
Ware es va traslladar de Boston a la ciutat de Nova York el 1973, on va participar en l'escena del loft jazz, i més tard va treballar com a conductor de taxi durant 14 anys per centrar-se en el seu propi concepte de grup. A principis dels vuitanta, va tornar a "Scotch Plains" amb la seva dona Setsuko S. Ware.
El primer àlbum de Ware com a líder es va enregistrar el 1977, juntament amb el pianista Gene Ashton (també conegut com Cooper-Moore) i el bateria Marc Edwards, i publicat per HatHut el 1979. Va actuar i enregistrar amb els grups del pianista Cecil Taylor i el bateria Andrew Cyrille a mitjan finals dels anys setanta. Va formar el seu propi quartet el 1989. El grup estava format originalment per Ware, el pianista Matthew Shipp, el baixista William Parker i el bateria Marc Edwards. Mentre Shipp i Parker van ser membres de tota l'existència del grup, la cadira de bateria va ser ocupada posteriorment per Whit Dickey, Susie Ibarra i Guillermo E. Brown.
El David S. Ware Quartet va actuar als Estats Units i Europa i va llançar una sèrie d’àlbums cada vegada més aclamats que abastaven la dècada de 1990 als segells independents Silkheart, DIW, Homestead i AUM Fidelity. El saxofonista Branford Marsalis va signar Ware a Columbia Records el 1998 per un contracte de tres àlbums. El 2001, el crític de jazz Gary Giddins va descriure el quartet de Ware com "la millor banda petita del jazz actual". El 2007, després de 17 anys junts, el quartet es va dissoldre després del llançament de l'àlbum Renunciation i una última gira europea aquella primavera. Ware va procedir a fer concerts i enregistrar àlbums amb una sèrie de noves configuracions de grups: un nou quartet amb el guitarrista Joe Morris, William Parker i el bateria Warren Smith; un trio especial que celebrava el seu 50è any tocant el saxo (el 2009) amb Parker i Smith; una sèrie de dos volums d'actuacions de saxòfon en solitari; i finalment amb el seu darrer quartet, Planetary Unknown, amb Cooper-Moore, Parker i el bateria Muhammad Ali. La seva última actuació en concert va ser amb Planetary Unknown el 27 d'agost de 2011 al Jazzfestival Saalfelden d'Àustria. La gravació d'aquest concert es va publicar el juliol de 2012 a AUM Fidelity.
A Ware se li va diagnosticar per primera vegada amb insuficiència renal el 1999 i, després de gairebé una dècada d'activitat creativa sense disminuir mentre estava en un estricte règim de diàlisi peritoneal, Ware va ser sotmès a un trasplantament de ronyó críticament necessari i reeixit al maig de 2009. La donant d'òrgans va ser Floridian Laura Mehr, que va respondre a un missatge de correu electrònic urgent enviat a prop de 1.000 fans de Ware. Va tornar als escenaris aquell octubre i va continuar realitzant i enregistrant treballs molt aclamats durant els dos anys següents, tot i que va suportar greus complicacions provocades per la necessària medicació immunosupressora. Finalment va sucumbir a una infecció agressiva a la sang i va morir el 18 d'octubre de 2012 a l'Hospital Universitari Robert Wood Johnson de Nova Brunswick, Nova Jersey, als 62 anys.